# Sudirman Cup 1999
Der Sudirman Cup 1999, die Weltmeisterschaft für gemischte Mannschaften im Badminton, fand in Kopenhagen vom 10. bis 15. Mai 1999 statt. China gewann in dieser sechsten Auflage des Championats gegen Dänemark im Finale mit 3:1. Im unmittelbaren Anschluss an den Cup folgte die Badminton-Weltmeisterschaft 1999 am gleichen Ort.

## Ergebnisse

### Gruppe 1

#### Subgruppe A
- Dänemark –  Südkorea 3-2
- Dänemark –  Schweden 5-0
- Südkorea –  Schweden 4-1

| Team                | Pld | W | L |
| ------------------- | --- | - | - |
| Volksrepublik China | 2   | 2 | 0 |
| Indonesien          | 2   | 1 | 1 |
| Malaysia            | 2   | 0 | 2 |

#### Subgruppe B
- China –  Malaysia 4-1
- China –  Indonesien 3-2
- Indonesien –  Malaysia 4-1

| Team     | Pld | W | L |
| -------- | --- | - | - |
| Dänemark | 2   | 2 | 0 |
| Südkorea | 2   | 1 | 1 |
| Schweden | 2   | 0 | 2 |

### Gruppe 2

#### Subgruppe A
- England –  Russland 5-0
- England –  Schottland 5-0
- England –  Niederlande 5-0
- Niederlande –  Schottland 5-0
- Niederlande –  Russland 4-1
- Schottland –  Russland 3-2

#### Subgruppe B
- Japan –  Deutschland 3-2
- Japan –  Chinesisch Taipeh 4-1
- Deutschland –  Thailand 3-2
- Deutschland –  Chinesisch Taipeh 3-2
- Thailand –  Chinesisch Taipeh 4-1
- Thailand –  Japan 3-2

#### Play-offs
- England –  Thailand 3-2
- Niederlande –  Japan 3-2
- Deutschland –  Schottland 5-0
- Chinesisch Taipeh –  Russland 5-0

### Gruppe 3

#### Subgruppe A
- Finnland –  Kanada 3-2
- Finnland –  Österreich 3-2
- Indien –  Österreich 4-1
- Indien –  Finnland 5-0
- Kanada –  Österreich 3-2
- Kanada –  Indien 3-2

#### Subgruppe B
- Ukraine –  Hongkong 3-2
- Ukraine –  Australien 4-1
- Ukraine –  Norwegen 4-1
- Hongkong –  Norwegen 5-0
- Hongkong –  Australien 3-2
- Australien –  Norwegen 5-0

#### Play-offs
- Österreich –  Norwegen 3-2
- Australien –  Finnland 4-1
- Ukraine –  Indien 4-1
- Hongkong –  Kanada 4-1

### Gruppe 4

#### Subgruppe A
- Vereinigte Staaten –  Island 3-2
- Vereinigte Staaten –  Tschechien 4-1
- Island –  Tschechien 5-0
- Island –  Schweiz 3-2
- Schweiz –  Vereinigte Staaten 3-2
- Schweiz –  Tschechien 4-1

#### Subgruppe B
- Wales –  Belarus 5-0
- Wales –  Bulgarien 4-1
- Wales –  Polen 4-1
- Bulgarien –  Polen 3-2
- Bulgarien –  Belarus 3-2
- Polen –  Belarus 3-2

#### Play-offs
- Bulgarien –  Schweiz 4-1
- Polen –  Vereinigte Staaten 5-0
- Belarus –  Tschechien 4-1
- Wales –  Island 5-0

### Gruppe 5

#### Subgruppe A
- Frankreich –  Kasachstan 4-1
- Frankreich –  Israel 5-0
- Frankreich –  Peru 5-0
- Peru –  Israel 4-1
- Peru –  Kasachstan 3-2
- Israel –  Kasachstan 3-2

#### Subgruppe B
- Belgien –  Portugal 4-1
- Belgien –  Spanien 4-1
- Belgien –  Sri Lanka 4-1
- Spanien –  Sri Lanka 3-2
- Spanien –  Portugal 3-2
- Portugal –  Sri Lanka 3-2

#### Play-offs
- Portugal –  Israel 4-1
- Sri Lanka –  Kasachstan 3-2
- Spanien –  Peru 3-2
- Frankreich –  Belgien 4-1

### Gruppe 6

#### Subgruppe A
- Südafrika –  Mexiko 5-0
- Südafrika –  Litauen 4-1
- Südafrika –  Slowakei 3-2
- Slowakei –  Litauen 3-2
- Slowakei –  Mexiko 3-2
- Litauen –  Mexiko 5-0

#### Subgruppe B
- Mauritius –  Brasilien 4-1
- Mauritius –  Luxemburg 5-0
- Mauritius –  Zypern 4-1
- Brasilien –  Zypern 3-2
- Brasilien –  Luxemburg 4-1
- Zypern –  Luxemburg 4-1

#### Play-offs
- Slowakei –  Brasilien 5-0
- Mexiko –  Luxemburg 5-0
- Mauritius –  Südafrika 3-2
- Litauen –  Zypern 3-2

### Gruppe 7
- Estland –  Lettland 3-2
- Estland –  Argentinien 5-0
- Estland –  Nigeria 3-2
- Nigeria –  Argentinien 5-0
- Nigeria –  Lettland 3-2
- Lettland –  Argentinien 5-0
- Sambia gemeldet, aber nicht gestartet

## Endstand
| Platz | Land       |
| ----- | ---------- |
| 1     | China      |
| 2     | Dänemark   |
| 3     | Indonesien |
| 3     | Südkorea   |
| 5     | Schweden   |
| 6     | Malaysia   |

| Platz | Land        |
| ----- | ----------- |
| 7     | England     |
| 8     | Thailand    |
| 9     | Niederlande |
| 10    | Japan       |
| 11    | Deutschland |
| 12    | Schottland  |
| 13    | Taiwan      |
| 14    | Russland    |

| Platz | Land       |
| ----- | ---------- |
| 15    | Ukraine    |
| 16    | Indien     |
| 17    | Hongkong   |
| 18    | Kanada     |
| 19    | Australien |
| 20    | Finnland   |
| 21    | Österreich |
| 22    | Norwegen   |

| Platz | Land         |
| ----- | ------------ |
| 23    | Wales        |
| 24    | Island       |
| 25    | Bulgarien    |
| 26    | Schweiz      |
| 27    | Polen        |
| 28    | USA          |
| 29    | Weißrussland |
| 30    | Tschechien   |

| Platz | Land       |
| ----- | ---------- |
| 31    | Frankreich |
| 32    | Belgien    |
| 33    | Spanien    |
| 34    | Peru       |
| 35    | Portugal   |
| 36    | Israel     |
| 37    | Sri Lanka  |
| 38    | Kasachstan |

| Platz | Land      |
| ----- | --------- |
| 39    | Mauritius |
| 40    | Südafrika |
| 41    | Slowakei  |
| 42    | Brasilien |
| 43    | Litauen   |
| 44    | Zypern    |
| 45    | Mexiko    |
| 46    | Luxemburg |

| Platz | Land        |
| ----- | ----------- |
| 47    | Estland     |
| 48    | Nigeria     |
| 49    | Lettland    |
| 50    | Argentinien |

      Aufsteiger
      Absteiger